# Ladislav Olejník
Pour les articles homonymes, voir Olejnik.
Temple de la renommée du hockey allemand : 2010
Ladislav Olejník (né le 8 mai 1932 à Brno) est un ancien joueur de hockey sur glace tchèque et entraîneur en Allemagne.

## Carrière
Dans les années 1950 et 1960, il est l'un des meilleurs joueurs de Tchécoslovaquie. Il est sélectionné 38 fois pour l'équipe nationale et est 11 fois champion de Tchécoslovaquie (de 1955 à 1958 et de 1960 à 1968) avec le club de sa ville natale, le RH Brno.
En 1968, il arrive en Allemagne pour entraîner l'EC Bad Tölz qui devient vice-champion en 1970. Il amène le Rote Teufel Bad Nauheim à la troisième place en 1974. Entre 1978 et 1980, il entraîne l'équipe allemande des joueurs de 20 ans qui finit 7e lors du championnat du monde de 1979 en Suède. La même année, il mène la sélection de joueurs étrangers du championnat allemand qui bat celle des Allemands entraînée par Hans Rampf.
En 1980, Ladislav Olejník vient au Mannheimer ERC. Il en est l'entraîneur jusqu'en 1989, sauf en 1986 où il est aux Starbulls Rosenheim. Avec Mannheim, il est quatre fois vice-champion (1982, 1983, 1985 et 1987) et trois fois troisième (1981, 1984 et 1988). En 1989, il rejoint les Lions de Francfort qu'il porte à son meilleur niveau en championnat, avec Jiří Lála qui finit meilleur buteur. Cependant le club décide de la relégation pour des raisons financières.
En 1990, il devient, en même temps que Erich Kühnhackl, sélectionneur de l'équipe d'Allemagne de hockey sur glace. Lors du Championnat du monde de hockey sur glace 1991 en Finlande, elle finit dernière de sa poule avec seulement 2 points. Il est alors contraint de démissionner.
Il retrouve un poste chez les Wölfe Fribourg qui parvient pour la première fois aux play-offs en 1992. En janvier 1993, il fait un court passage aux Ratinger Löwen. De 1998 à 2005, il entraîne les jeunes joueurs du Rote Teufel Bad Nauheim.
Même s'il n'a pas eu de grand succès dans ce pays, Ladislav Olejník est membre du Temple de la renommée du hockey allemand.

## Source, notes et références
- (de) Cet article est partiellement ou en totalité issu de l’article de Wikipédia en allemand intitulé « Ladislav Olejník » (voir la liste des auteurs).

1. ↑  (en) « Ladislav Olejnik at eliteprospects.com », sur eliteprospects.com (consulté le 15 avril 2023).
2. ↑  (en) « Ladislav Olejnik », sur hockeydb.com (consulté le 15 avril 2023).